# Ropalidia cristata
Ropalidia cristata är en getingart som beskrevs av Kojima 1989. Ropalidia cristata ingår i släktet Ropalidia och familjen getingar. Inga underarter finns listade i Catalogue of Life.